# Liste des ports des Antilles françaises
Liste des ports des Antilles françaises : Saint-Martin, Saint-Barthélemy, Guadeloupe et dépendances, Martinique.
Cette liste n'est pour l'instant pas exhaustive.

## Saint-Martin
- Gare maritime de Marigot :  (vers l'île d'Anguilla).
- Port de commerce "Bienvenue" (à Galisbay) :  (Voir: Saint Martin port traffic : GALISBAY)
- Embarcadère de Cul-de-Sac :  (vers les îles Pinel et Tintamarre).
- Marina Port la Royale (à Marigot) :
- Marina du Fort Louis (à Marigot) :
- Marina de l'Anse Marcel :
- Marina de l'Étang-aux-huitres (Oyster-Pond)  (vers l'île Saint-Barthélemy). 
... (Contrairement aux rumeurs, cette marina est bel et bien totalement située en zone française et pas en zone néerlandaise).

## Saint-Barthélemy
- Port de Gustavia

## Guadeloupe

### Grande-Terre
- Port et gare maritime de Pointe-à-Pitre Guadeloupe Port Caraïbes
- La Marina de Bas-du-Fort, Guadeloupe Port Caraïbes
- Port de Saint-François
- Marina de Port Louis

- Port du Moule

- Port de Petit-Canal
- Port de Vieux-Bourg (Morne-à-l'Eau)

### Basse-Terre
- Port de Jarry à Baie-Mahault, Guadeloupe Port Caraïbes
- Port de Basse-Terre, Guadeloupe Port Caraïbes

- Port de Trois-Rivières
- Port de Baille-Argent à Pointe-Noire
- Anse à la Barque à Vieux-Habitants
- Marina de Rivière Sens à Gourbeyre

### Marie-Galante
- Port de Folle Anse, Guadeloupe Port Caraïbes
- Port de Grand-Bourg

### La Désirade
- Port de Beauséjour

### Îles des Saintes

#### Terre-de-Haut
- Port du Mouillage
- Port du Fond du Curé

#### Terre-de-Bas
- Port de l'Anse des Mûriers
- Port du Mapou

## Martinique
- Port de Fort-de-France, Chambre de commerce et d’industrie de la Martinique
- Port du François
- Port de Case-Pilote
- Port de Trinité
- Port du Vauclin
- Port des Anses d'Arlet
- Port du Diamant
- Port de Grand'Rivière
- Port du Marigot
- Port du Marin
- Port du Robert
- Port du Lamentin